# Azeri manat
Az azeri manat Azerbajdzsán jelenlegi hivatalos pénzneme. A manat pénznév az orosz монета (jelentése: érme) szóból származik. Annak idején manat volt a szovjet rubel azeri és türkmén megnevezése is.

## Története
Az Azerbajdzsáni Demokratikus Köztársaság és az Azerbajdzsáni Szovjet Szocialista Köztársaság 1919–1923 között saját pénzt hozott forgalomba. Ezt a pénzt azeriül manatnak (منات), oroszul rubelnek (рубль) hívták, és mindkét nyelven fel volt tüntetve a papírpénzeken.
A második manatot 1992-ben vezették be, mely 1 manat = 10 rubel arányban váltotta fel a szovjet rubelt. A valuta az évtized folyamán folyamatosan leértékelődött, de 2002–2005 között már viszonylag szilárd volt a dollárral szembeni árfolyama, sőt, 2005 után még erősödött is – mindez a beáramló olajjövedelmeknek volt köszönhető. Ekkorra azonban a 100 manat alatti bankjegyek – az érmékkel együtt – gyakorlatilag eltűntek a forgalomból, és szükségessé vált a valutareform.
2006. január 1-jén vezették be a jelenleg is használatos manatot 1 új manat = 5000 régi manat átszámítási aránnyal. A bankjegyek meglehetősen hasonlítanak az euróbankjegyekre – tervezőjük az az osztrák Robert Kalina, aki az euróbankjegyeket is tervezte.
2015. december 21-én összeomlott a manat árfolyama az olajválság miatt. Az amerikai dollár ezen a napon 1,55 manat volt, míg januárban csak 0,78 manat.

## Érmék
| Kép | Névérték | Műszaki paraméterek | Műszaki paraméterek | Műszaki paraméterek                                   | Leírás                                             | Leírás                 | Leírás                         | Dátumok    | Dátumok     | Dátumok     |
| Kép | Névérték | Átmérő              | Tömeg               | Összetétel                                            | Perem                                              | Előlap                 | Hátlap                         | Első veret | Kibocsátás  | Visszavonás |
| --- | -------- | ------------------- | ------------------- | ----------------------------------------------------- | -------------------------------------------------- | ---------------------- | ------------------------------ | ---------- | ----------- | ----------- |
|     | 1 qəpik  | 16,25 mm            | 2,8 g               | rézzel bevont acél                                    | sima                                               | hangszerek, névérték   | névérték, Azerbajdzsán térképe | 2006       | 2006 január | forgalomban |
|     | 3 qəpik  | 18 mm               | 3,45 g              | rézzel bevont acél                                    | bordás                                             | könyvek, toll          | névérték, Azerbajdzsán térképe | 2006       | 2006 január | forgalomban |
|     | 5 qəpik  | 19,75 mm            | 4,58 g              | rézzel bevont acél                                    | recés                                              | Qız Qalası Bakuban     | névérték, Azerbajdzsán térképe | 2006       | 2006 január | forgalomban |
|     | 10 qəpik | 22,25 mm            | 5,25 g              | sárgarézzel bevont acél                               | a hatalom jelei (egy kard, egy sisak és egy pajzs) | Hegyi-Karabah          | névérték, Azerbajdzsán térképe | 2006       | 2006 január | forgalomban |
|     | 20 qəpik | 24,25 mm            | 6,6 g               | sárgarézzel bevont acél                               | részben recés                                      | algebrai jelek, lépcső | névérték, Azerbajdzsán térképe | 2006       | 2006 január | forgalomban |
|     | 50 qəpik | 25,5 mm             | 7,7 g               | mag: sárgarézzel bevont acél gyűrű: rozsdamentes acél | részben recés                                      | olajfúró torony        | névérték, Azerbajdzsán térképe | 2006       | 2006 január | forgalomban |

## Bankjegyek

### 2006-os sorozat
2018. május 24-én bocsátották ki a 200 manatos bankjegyet. 2019-től a bank nevének megváltoztatása miatt (Azərbaycan Mərkəzi Bankı) új felirattal jelennek meg a bankjegyek. 2019. március 18-án az azeri jegybank egy biztonságtechnikai szempontból jelentősen korszerűsített, a 200 manatoshoz hasonlóan hologrammal, SPARK ábrával, irizáló nyomattal ellátott 10 manatost bácsátott ki. A bankjegy külső megjelenése alapvetően nem változott.
2019 áprilisában bejelentették a központi banknál, hogy vizsgálják annak lehetőségét, hogy áttérnek a polimer alapú bankjegyekre.
| Kép    | Kép    | Névérték  | Méret       | Szín    | Leírás             | Leírás | Leírás                                    | Dátumok         | Dátumok     |
| Előlap | Hátlap | Névérték  | Méret       | Szín    | Téma               | Előlap | Hátlap                                    | kibocsátás      | visszavonás |
| ------ | ------ | --------- | ----------- | ------- | ------------------ | --- | ----------------------------------------- | --------------- | ----------- |
|        |        | 1 manat   | 120 × 70 mm | szürke  | kultúra            | azeri népi hangszerek | az ősi azerbajdzsáni szőnyegek díszítései | 2006 január     | forgalomban |
|        |        | 5 manat   | 127 × 70 mm | narancs | írás és irodalom   | régi írások, könyvek | Qobustani sziklarajzok, azeri ábécé       | 2006 január     | forgalomban |
|        |        | 10 manat  | 134 × 70 mm | kék     | történelem         | a régi Baki, Sirvan sah palotája és the Maiden torony                                                                         | az ősi azerbajdzsáni szőnyegek díszítései | 2006 március    | forgalomban |
|        |        | 20 manat  | 141 × 70 mm | zöld    | Hegyi-Karabah      | a hatalom jelei (egy kard, egy sisak és egy pajzs)                                                                            | a béke szimbóluma (harybulbul)            | 2006 március    | forgalomban |
|        |        | 50 manat  | 148 × 70 mm | sárga   | történelem és jövő | ifjúság, lépcsők (a haladás szimbóluma), a nap (az erő és fény szimbóluma) és vegyjel és matematikai jelek (a tudomány jelei) | az ősi azerbajdzsáni szőnyegek díszítései | 2006 április    | forgalomban |
|        |        | 100 manat | 155 × 70 mm | mályva  | gazdaság           | építészeti szimbólumok ókorból egészen máig, manat szimbóluma () és a gazdasági növekedés szimbóluma                          | az ősi azerbajdzsáni szőnyegek díszítései | 2006 április    | forgalomban |
|        |        | 200 manat | 160 × 70 mm | kék     | építészet          | Heydar Aliyev Center | az ősi azerbajdzsáni szőnyegek díszítései | 2018. május 24. | forgalomban |

### 2021-es sorozat
| Kép    | Kép    | Névérték                | Méret       | Szín               | Leírás | Leírás                                      | Dátumok | Dátumok |
| Előlap | Hátlap | Névérték                | Méret       | Szín               | Előlap | Hátlap                                      |         |         |
| ------ | ------ | ----------------------- | ----------- | ------------------ | --- | ------------------------------------------- | ------- | ------- |
|        |        | 1 manat                 | 120 × 70 mm | Szürke             | Téma: Kultúra Azerbajdzsáni népi hangszerek (daf, kamancheh, tar) | Ősi azerbajdzsáni szőnyegek díszei          | 2020    |         |
|        |        | 5 manat                 | 127 × 70 mm | Narancs-sárga      | Téma: Írás és irodalom Ősi írók, költők és könyvek Azerbajdzsánból, a nemzeti himnusz írásbeli kivonásával (Namusunu hifz etməye, Bayrağını yükseltməyə, çümlə gənclər müştaqdır! Şanlı vətən! Şanlı vətən! Azərbaycan! Azərbaycan! AzəRbaycan! , ö, ğ, ş) | Gobusztáni sziklarajzok, ótörök írásminták  | 2020    |         |
|        |        | 20 manat                | 141 × 70 mm | Zöld               | Téma: Karabah Az erő jelei (kard, sisak és pajzs) | A béke szimbóluma (harybulbul)              | 2021    |         |
|        |        | 50 manat                | 148 × 70 mm | Sárga, barna       | Téma: történelem és jövő Ifjúság, lépcsők (mint a haladás jelképe), a nap (mint az erő és a fény szimbóluma) és a kémiai és matematikai szimbólumok (mint a tudomány jelei)                                                                                | Ősi azerbajdzsáni szőnyegek díszei          | 2020    |         |
|        |        | 500 manat (emlékkiadás) | 165 × 70 mm | Barna, vörös, zöld | Téma: A 2020-as hegyi-karabahi háború Pipacsok, Khodaafar kőhidak | Panah Vagif molla mauzóleuma; Askeráni erőd | 2021    |         |